# Danny Federici
Pour les articles homonymes, voir Federici.
Danny Federici, né le 23 janvier 1950 à Flemington, dans l'État du New Jersey, et mort le 17 avril 2008 à New York, est un musicien américain connu pour avoir joué de l'orgue dans le groupe E Street Band avec Bruce Springsteen.

## Biographie
Federici a commencé par jouer de l'accordéon à l'âge de sept ans. Dès la fin des années 1960 il a joué dans des groupes locaux du New Jersey avec Bruce Springsteen.
Pendant la période d'inactivité du E Street Band, Federici a enregistré en solo un album de jazz instrumental appelé Flemington, du nom de sa ville natale au New Jersey. Garry Tallent et Nils Lofgren, autre membres du E Street Band, l'accompagnent sur cet album diffusé une première fois en 1997 puis en 2001. Il a fait un second album de jazz Sweet en 2004, re-diffusé l'année suivante et intitulé Out of a dream.
Federici a joué avec d'autres artistes comme Joan Armatrading, Graham Parker, Gary U.S. Bonds et Garland Jeffreys.
Il est mort le 17 avril 2008 après avoir souffert d'un mélanome pendant trois ans. Il avait participé pour la dernière fois à un concert de Bruce Springsteen et du E Street Band le 20 mars 2008 au Conseco Fieldhouse d'Indianapolis.
Bruce Springsteen a rendu hommage à Danny Frederici dans son album Working on a Dream qui lui est dédié. La chanson The Last Carnival est une ode poignante à ce compagnon de route perdu trop tôt.
Dans son autobiographie, Bruce Springsteen révèle le caractère fantasque de son ami, tour à tour indispensable et insupportable. Danny Federici était un ami très proche du Boss, mais leurs brouilles passagères étaient monnaie courante. Federici était en effet la proie d'addictions diverses et de récurrents problèmes d'argent. Son surnom de scène (« fantôme ») vient des premiers concerts partagés avec Bruce Springsteen : poursuivi pour avoir « involontairement » fait tomber un cube de scène sur un policier, Federici joua un temps incognito, s'éclipsant de scène avant la fin des concerts.